# Super Bowl III
Der Super Bowl III, damals AFL-NFL Championship Game, war die dritte Ausgabe des Endspiels der National Football League (NFL) und American Football League (AFL). Am 12. Januar 1969 standen sich die Baltimore Colts und die New York Jets im Orange Bowl Stadium in Miami, Florida, gegenüber. Sieger waren die New York Jets bei einem Endstand von 16:7. New Yorks Quarterback Joe Namath wurde zum Super Bowl MVP gewählt.

## Hintergrund
Da die NFL ein größeres Ansehen als die AFL hatte und auch das Können der Mannschaften und der Spieler innerhalb der National Football League größer als das in der American Football League angesehen war, wurden die Colts stark favorisiert. Joe Namath, Quarterback der Jets, prognostizierte jedoch den Sieg im Super Bowl und sagte ebenfalls, dass vier Quarterbacks der AFL, inklusive ihm und seiner Reserve Babe Parilli besser wären als der Quarterback der Colts, Earl Morrall.
Super Bowl III ist der älteste komplett auf Video vorhandene Super Bowl.

## Spielverlauf
Die erste Hälfte war bis auf einen Touchdown der Jets punktelos. Im dritten und im letzten Viertel verwandelte der Kicker der Jets, Jim Turner, drei Field Goals, was den Zwischenstand von 16:0 hervorrief. Bei nur noch drei Minuten Restspielzeit erzielten die Colts einen Touchdown, so stand es letztendlich 16:7.

## Schiedsrichter
Hauptschiedsrichter des Spiels war Tommy Bell von der NFL. Er wurde unterstützt vom Umpire Walt Parker von der AFL, Head Linesman George Murphy von der NFL, Line Judge Cal Lepore von der AFL, Field Judge Joe Gonzalez von der NFL und Back Judge Jack Reader von der AFL.